# 〈케이온!〉 오피셜 밴드 하자!!
〈케이온!〉 오피셜 밴드 하자!!는 TV 애니메이션 '케이온!'의 보컬 앨범 및 밴드 스코어 시리즈이다.

## 〈케이온!〉 오피셜 밴드 하자!!
2009년 9월 2일에 포니 캐니언에서 발매된 사운드 트랙으로, Disc-1에는 나카노 아즈사가 추가된 Cagayake!GIRLS와 Don't say "lazy"의 5명 버전, 그리고 사운드 트랙에 수록되지 않은 음원이 들어있으며, Disc-2는 Cagayake!GIRLS의 각 악기별 연주버전과 사와코 선생님에 의한 해설이 수록되고 있다.
초회 한정판에는 곡명이 인쇄된 작은 모형 스티커가 포함되어 있다.
밴드 스코어는 '케이온!'의 스탭과 음악가들이 감수하였으며, 추가로 '카키후라이'의 4컷 만화가 수록되고 있다.
아래의 수록내용에 서술된 화수는 모두 애니메이션 제1기의 것이다.
Disc-1
1. 메인 타이틀 테마
2. Cagayake!GIRLS (5인 Ver.)
3. Don't say "lazy" (5인 Ver.)
4. Cagayake!GIRLS (5인 Ver.) (instrumental)
5. Don't say "lazy" (5인 Ver.) (instrumental)
6. 카레 다음에 밥 "Studio Mix" (instrumental)
7. 내 사랑은 호치키스 "Studio Mix" (instrumental)
8. 붓펜 ~볼펜~ "Studio Mix" (instrumental)
9. 푹신푹신 시간 "Studio Mix" (instrumental)
10. 서브 타이틀 백·기타 - 1
11. 서브 타이틀 백·기타 - 2
12. 서브 타이틀 백·기타 - 3
13. 서브 타이틀 백·기타 - 4
14. 서브 타이틀 백·기타 - 5
15. 서브 타이틀 백·기타 - 6
16. 서브 타이틀 백·기타 - 7
17. 서브 타이틀 백·기타 - 8
18. 서브 타이틀 백·기타 - 9
19. 서브 타이틀 백·기타 - 10
20. 서브 타이틀 백·기타 - 11
21. 서브 타이틀 백·기타 - 12
22. 서브 타이틀 백·기타 - 13
23. 차르멜라 (제2화 '악기!')
24. 사와코 선생님·뛰어난 빠른 연주! (제5화 '고문!')
25. 사와코 선생님·뛰어난 태핑! (제5화 '고문!')
26. 사와코 선생님·뛰어난 이빨 기타! (제5화 '고문!')
27. 아즈사의 실력 공개 1 (제9화 '신입부원!')
28. 아즈사의 실력 공개 2 (제9화 '신입부원!')
29. 일주일 간 (제1화 '폐부!')
30. 날개를 주세요 (제1화 '폐부!')

Disc-2
1. Cagayake!GIRLS (5인 Ver.) （instrumental Guitar）
2. Cagayake!GIRLS (5인 Ver.) （instrumental Keyboard）
3. Cagayake!GIRLS (5인 Ver.) （instrumental Bass）
4. Cagayake!GIRLS (5인 Ver.) （instrumental Drums）
5. 소개(introduction)
6. 기타·소개(Guitar-introduction)
7. A부분 브릿지뮤트
8. A부분 브릿지뮤트 NG 녹음
9. B부분 아르페지오 (W/Delay)
10. B부분 아르페지오 NG 녹음 (W/Delay)
11. B부분 카운터 멜로디
12. B부분 카운터 멜로디 NG 녹음
13. B부분 9소절 글리산도（트레몰로 피킹 포함）
14. B부분 9소절 글리산도
15. 후렴구 코드 백킹
16. 후렴구 코드 백킹 NG 녹음
17. A부분2 16비트 컷팅 (w/Wah)
18. A부분2 16비트 컷팅
19. A부분2 16비트 컷팅 NG 녹음
20. 간주 - 퍼스트 기타 솔로
21. 간주 - 세컨드 기타 솔로
22. 솔로 애드립
23. F 전조
24. 키보드·소개(Keyboard-introduction)
25. Intro. -1　스크래치 음
26. Intro. -1　스크래치 음 NG 녹음
27. 후렴구 음색과 리듬
28. 후렴구 (상 부분 음색)
29. 후렴구 (하 부분 음색)
30. A부분 음색과 글리산도
31. A부분 (상 부분 음색)
32. A부분 (하 부분 음색)
33. 간주 솔로
34. 간주 솔로 NG 녹음
35. ED부분
36. ED부분 (이펙트 Ver.)
37. F 8소절 (벤드 다운과 히트 사운드)
38. ED 5소절~8소절 음색
39. ED 9소절~ 음색
40. 베이스·소개(Bass-introduction)
41. Cagayake!GIRLS　세팅
42. 후렴구 코드 아르페지오
43. 후렴구 코드 아르페지오 NG 녹음
44. Intro. -2 베이스 인 필
45. 슬랩 연습
46. Intro. -2 Ａ부분 전체 (5~8 소절) (tempo 170)
47. Intro. -2 Ａ부분 전체 (5~8 소절) (tempo 120)
48. A부분 백 비트 느끼기
49. A부분 백 비트 느끼기 NG 녹음
50. B부분 드럼과의 조합
51. B부분 드럼과의 조합 NG 녹음
52. 간주 솔로 (tempo 170)
53. 간주 솔로 (tempo 120)
54. 솔로·애드리브
55. C－34소절~글리산도
56. Ending　4현 베이스 Ver.
57. 드럼·소개(Drum-introduction)
58. Cagayake!GIRLS 스네어&텀 세팅
59. 스네어&텀 일반적인 세팅
60. Intro. -1~C 후렴구 8소절 필 인
61. Intro. -1~C 후렴구 8소절 필 인 NG 녹음
62. B부분1 9소절 필 인
63. B부분1 9소절 필 인 NG 녹음
64. A부분2 리듬
65. A부분2 리듬 NG 녹음
66. A부분2 4,9소절 필 인
67. A부분2 4,9소절 필 인 NG 녹음
68. B부분2 9소절 필 인
69. B부분2 9소절 필 인 NG 녹음
70. 간주 리듬
71. 간주 리듬 NG 녹음
72. ED부분 리듬
73. ED부분 리듬 NG 녹음
74. ED부분 4,8소절 필 인
75. ED부분 4,8소절 필 인 NG 녹음
76. F 6,7소절 필 인
77. F 6,7소절 필 인 NG 녹음
78. 후렴구 리듬
79. 후렴구 리듬 NG 녹음
80. 끝.

5번 트랙부터 80번 트랙까지는 사와코 선생님의 자세한 나레이션이 수록되어 있다.

## 〈케이온!〉 오피셜 밴드 하자!! PART2
2010년 3월 3일에 포니 캐니언에서 발매된 CD로, 미니 앨범인 방과후 티타임에 수록된 '푹신푹신 시간 "Studio Mix" '의 악기 연주버전과 마이너스 원 버전, 싱글인 Maddy Candy에 수록된 2곡의 악기 연주버전과 마이너스 원 버전을 수록하고 있다.
또한 푹신푹신 시간의 레슨 DVD를 담고 있으며, 이 DVD는 각 파트별 레슨 비디오를 여러 시점의 사양으로 담고있다.
수록 내용
1. 푹신푹신 시간 "Studio Mix" (Instrumental)
2. 푹신푹신 시간 "Studio Mix" (Instrumental [-Guitar1])
3. 푹신푹신 시간 "Studio Mix" (Instrumental [-Guitar2])
4. 푹신푹신 시간 "Studio Mix" (Instrumental [-Keyboard])
5. 푹신푹신 시간 "Studio Mix" (Instrumental [-Bass])
6. 푹신푹신 시간 "Studio Mix" (Instrumental [-Drums])
7. Maddy Candy (Instrumental)
8. Maddy Candy (Instrumental [-Guitar])
9. Hell The World (Instrumental)
10. Hell The World (Instrumental [-Guitar])

## 〈케이온!!〉 오피셜 '밴드 하자!! ~Let's Music!!~'
2010년 5월 26일에 포니 캐니언에서 발매된 CD로, 제2기의 첫 번째 주제가인 GO! GO! MANIAC과 Listen!!의 악기 연주버전과 마이너스 원 버전을 수록하고 있다.
수록 내용
1. GO! GO! MANIAC (Instrumental)
2. GO! GO! MANIAC (Instrumental [-Guitar1])
3. GO! GO! MANIAC (Instrumental [-Guitar2])
4. GO! GO! MANIAC (Instrumental [-Keyboard])
5. GO! GO! MANIAC (Instrumental [-Bass])
6. GO! GO! MANIAC (Instrumental [-Drums])
7. Listen!! (Instrumental)
8. Listen!! (Instrumental [-Guitar1])
9. Listen!! (Instrumental [-Guitar2])
10. Listen!! (Instrumental [-Keyboard])
11. Listen!! (Instrumental [-Bass])
12. Listen!! (Instrumental [-Drums])

## 〈케이온!!〉 오피셜 '밴드 하자!! ~Let's Music!!2~'
2010년 9월 15일에 포니 캐니언에서 발매된 CD로, 제2기의 두 번째 주제가인 Utauyo!!MIRACLE과 NO,Thank You!의 악기 연주버전과 마이너스 원 버전을 수록하고 있다.
수록 내용
1. Utauyo!!MIRACLE (Instrumental)
2. Utauyo!!MIRACLE (Instrumental [-Guitar1])
3. Utauyo!!MIRACLE (Instrumental [-Guitar2])
4. Utauyo!!MIRACLE (Instrumental [-Keyboard])
5. Utauyo!!MIRACLE (Instrumental [-Bass])
6. Utauyo!!MIRACLE (Instrumental [-Drums])
7. NO,Thank You! (Instrumental)
8. NO,Thank You! (Instrumental [-Guitar1])
9. NO,Thank You! (Instrumental [-Guitar2])
10. NO,Thank You! (Instrumental [-Keyboard])
11. NO,Thank You! (Instrumental [-Bass])
12. NO,Thank You! (Instrumental [-Drums])

## 〈케이온!!〉 오피셜 '밴드 하자!! ~Let's Music!!3~'
2010년 12월 22일에 포니 캐니언에서 발매된 사운드 트랙으로, CD 2장과 B5 300장 분량의 밴드 스코어로 구성되어 있다. 밴드 스코어에는 애니메이션 '케이온!!'의 오프닝, 엔딩 테마의 커플링 곡과 '방과 후 티타임 II'에서 새로 공개된 곡들의 악보가 포함되어 있다.
삽입곡 '천사와 만났어요!'는 곡에 대한 자세한 해설집이 덧붙여지며, 애니메이션 제2기 24화에서 사용된 '4명 연주 버전'의 원곡 트랙 또한 수록된다. 단, 원래 수록될 예정이었던 각 악기별 마이너스 원 연주 곡은 제작 사정상 수록되지 못하였다.
아즈사, 우이, 준이 애니메이션 제2기 5화에서 연주하였던 '주먹 쥐고 손을 펴서'와 26화에 사용된 '푹신푹신 시간', 12화의 여름 페스티벌에서 사용된 각 밴드의 악곡 또한 수록되었다.
아래의 수록내용에 서술된 화수는 모두 애니메이션 제2기의 것이다.
Disc-1
1. 천사와 만났어요! (최종회 '졸업식!')
2. 주먹 쥐고 손을 펴서 (제5화 '집 보기!')
3. 푹신푹신 시간 (아즈사·우이·준 Ver.) (번외편 '방문!')
4. 기타(Guitar) 이미지1 (제2화 '정돈!')
5. 기타(Guitar) 이미지2 (제2화 '정돈!')
6. 기타(Guitar) 이미지3 (제2화 '정돈!')
7. 기타(Guitar) 이미지4 (제2화 '정돈!')
8. 아지가사와 민요 (제9화 '기말고사!')
9. 노리미·오뎅가게에서 (제10화 '선생님!')
10. 러브 'Intro·유이 실패 Ver.' (제10화 '선생님!')
11. 사와코·기타 솔로 (제10화 '선생님!')
12. 푹신푹신 시간 (기타·아즈사의 꿈 Ver.) (제 13화 '늦더위 안부!')
13. 밥은 반찬 (기타·아즈사의 꿈 Ver.) (#22 '수험!')
14. 유이·미오·리츠 세션(Session) (#22 '수험!')
15. 서브 타이틀 백 - 1
16. 서브 타이틀 백 - 2
17. 서브 타이틀 백 - 3
18. 서브 타이틀 백 - 4
19. 서브 타이틀 백 - 5
20. 서브 타이틀 백 - 6
21. 서브 타이틀 백 - 7
22. 서브 타이틀 백 - 8
23. 서브 타이틀 백 - 9
24. 서브 타이틀 백 - 10
25. 서브 타이틀 백 - 11
26. 서브 타이틀 백 - 12
27. 서브 타이틀 백 - 13
28. 서브 타이틀 백 - 14
29. 서브 타이틀 백 - 15
30. 서브 타이틀 백 - 16
31. 서브 타이틀 백 - 17
32. 서브 타이틀 백 - 18
33. 서브 타이틀 백 - 19
34. 서브 타이틀 백 - 20
35. 서브 타이틀 백 - 21
36. 서브 타이틀 백 - 22
37. 서브 타이틀 백 - 23
38. 서브 타이틀 백 - 24
39. 서브 타이틀 백 - 25
40. 서브 타이틀 백 - 26
41. 여름 페스티벌 곡 1 - 'Rule' (제12화 '여름 페스티벌!')
42. 여름 페스티벌 곡 2 - 'Actress' (제12화 '여름 페스티벌!')
43. 여름 페스티벌 곡 3 (제12화 '여름 페스티벌!')
44. 여름 페스티벌 곡 4 (제12화 '여름 페스티벌!')
45. 푸드 코트 BGM 1 (제12화 '여름 페스티벌!')
46. 푸드 코트 BGM 2 (제12화 '여름 페스티벌!')
47. 푸드 코트 BGM 3 (제12화 '여름 페스티벌!')

Disc-2
1. 딸기 파르페가 멈추지 않아 "Studio Mix" (Instrumental)
2. 퓨어퓨어 하트 "Studio Mix" (Instrumental)
3. Honey sweet tea time "Studio Mix" (Instrumental)
4. 장마 20 러브 "Studio Mix" (Instrumental)
5. 밥은 반찬 "Studio Mix" (Instrumental)
6. 두근두근 슈가 "Studio Mix" (Instrumental)
7. 겨울날 "Studio Mix" (Instrumental)
8. U&I "Studio Mix" (Instrumental)
9. 천사와 만났어요! "Studio Mix" (Instrumental)
10. 방과 후 티타임 "Studio Mix" (Instrumental)

## 같이 보기
- 케이온!